# Lettmecke (Fretterbach)
Die Lettmecke (Fließgewässerkennziffer: 2766528) ist ein 2,2 km langer, orographisch rechter Nebenfluss des Fretterbaches auf dem Gebiet der Gemeinde Finnentrop im Kreis Olpe in Nordrhein-Westfalen. Im Gewässerverzeichnis NRW wird der Bach Littmecke Siepen bezeichnet.

## Geographie

### Verlauf
Der Bach entspringt etwa 550 m westnordwestlich der Kirche von Schönholthausen auf einer Höhe von 353 m ü. NHN. 
Zunächst in westnordwestliche Richtungen abfließend, mündet nach einer Fließstrecke von etwa 700 m rechtsseitig der Litmecker Siepen. Dieser 2 km lange Zufluss hat bei seiner Mündung gegenüber der Lettmecke etwa die dreifache Fließstrecke zurückgelegt.
Nach weiteren 500 m Fließstrecke wendet sich der Bach für die nächsten 500 m nach Südwesten, um sich dann wieder nach Nordwesten zu wenden. Nach einer Fließstrecke von 2,2 km mündet die Lettmecke auf 234 m ü. NHN im Industriegebiet von Lenhausen in den Fretterbach. Der Höhenunterschied zwischen Quelle und Mündung beträgt 119 m, was einem mittleren Sohlgefälle von 54 ‰ entspricht.

### Einzugsgebiet
Das 3,23 km² große Einzugsgebiet wird über Fretterbach, Lenne, Ruhr und Rhein zur Nordsee hin entwässert.